# Die schönen Tage von Aranjuez
Pour les articles homonymes, voir Aranjuez (homonymie).
Ne doit pas être confondu avec Les Beaux Jours d'Aranjuez.
Pour plus de détails, voir Fiche technique et Distribution.
Die schönen Tage von Aranjuez (littéralement : Les beaux jours d'Aranjuez) est un film allemand réalisé par Johannes Meyer en 1933. Une version française du film existe avec Jean Gabin : Adieu les beaux jours.

## Synopsis
Après avoir voulu abuser de la confiance d'un jeune ingénieur, une belle voleuse s'en éprend et veut rompre avec son existence passée. Malheureusement la maladresse de ses anciens complices la livre à la police et son jeune amant regagne Paris mélancoliquement.

## Fiche technique
- Titre : Die schönen Tage von Aranjuez
- Réalisation : Johannes Meyer
- Scénario : Peter Francke et Walter Wassermann d'après la pièce de théâtre de Robert A. Stemmle et Hans Székely
- Musique : Hans-Otto Borgmann et Ernst Erich Buder
- Photographie : Friedl Behn-Grund
- Montage : Herbert B. Fredersdorf
- Société de production : Universum Film
- Pays :  Reich allemand
- Genre : Comédie
- Durée : 101 minutes
- Dates de sortie : 
  - Allemagne : 22 septembre 1933

## Distribution
- Brigitte Helm
- Gustaf Gründgens
- Max Gülstorff
- Wolfgang Liebeneiner
- Jacob Tiedke
- Kurt Vespermann

## Article annexe
- Liste des longs métrages allemands créés sous le nazisme